# Eanbald II
Eanbald (fl. 796–808) est un archevêque d'York du début du IXe siècle. Il est appelé Eanbald II pour le distinguer de son prédécesseur Eanbald Ier, qui porte le même nom.

## Biographie
Prêtre à l'église Saint-Pierre, Eanbald est sacré le 14 août 796 à Sockburn, cinq jours à peine après la mort de son prédécesseur. La Northumbrie traverse alors une période troublée : le roi Æthelred est assassiné en avril 796. Il est possible que le clergé d'York ait craint que la succession archiépiscopale soit contestée.
Les actions d'Eanbald sont mal connues, faute de sources : les textes ne le mentionnent plus après 808, mais il semble que des monnaies frappées en son nom aient continué à être produites jusque dans les années 830. Dans sa correspondance, le moine Alcuin apparaît d'abord ravi de son choix comme archevêque, mais il se montre plus critique par la suite, l'accusant de vol de terres et d'alliance avec les ennemis du roi Eardwulf en 801.